# Штернбергс, Янис
Янис Карлис Штернбергс (латыш. Jānis Kārlis Šternbergs; 7 (19) февраля 1900, Либава — 15 июня 1981, Даллас) — латвийский и американский художник.
Окончил Латвийскую академию художеств, ученик Рихарда Зариньша. В 1927—1928 гг. стажировался как гравёр в Вене у Фердинанда Ширнбёка.
В 1924—1941 гг. художник и гравёр Монетного двора Латвии. Работал также как медальер, занимался портретной графикой, экслибрисом. В 1941—1944 гг. исполняющий обязанности руководителя мастерской графики Латвийской академии художеств.
В 1944 г. бежал в Германию. В первые послевоенные годы руководил художественной студией в лагере латышских беженцев в Фишбахе (ныне в составе Нюрнберга), среди его учеников Оярс Штейнерс. Выступал как книжный иллюстратор (в частности, в поэтических сборниках Эдуардса Алайниса и Зенты Маурини).
Затем перебрался в США. В 1949—1970 гг. преподавал печатную графику в колледже искусств Университета Кентукки, в 1964—1967 гг. преподавал в Колледже штата Кентукки. Провёл ряд персональных выставок в Лексингтоне, Луисвилле и других городах штата, в том числе ретроспективу в 1969 году в выставочном центре университета и передвижную персональную выставку, объехавшую несколько городов штата в 1975—1976 гг. В поздние годы увлёкся рисунками на песке, выставляя в дальнейшем их фотографии; опыту этой работы Штернбергса посвящён его альбом-монография «Образы на песке» (англ. Images in Sand; 1977), вышедший в издательстве Университета Кентукки.
Жена — Эрика Штернберга, урождённая Пуце (1903—1997), также художница.